# Stockholmsvägen, Lidingö

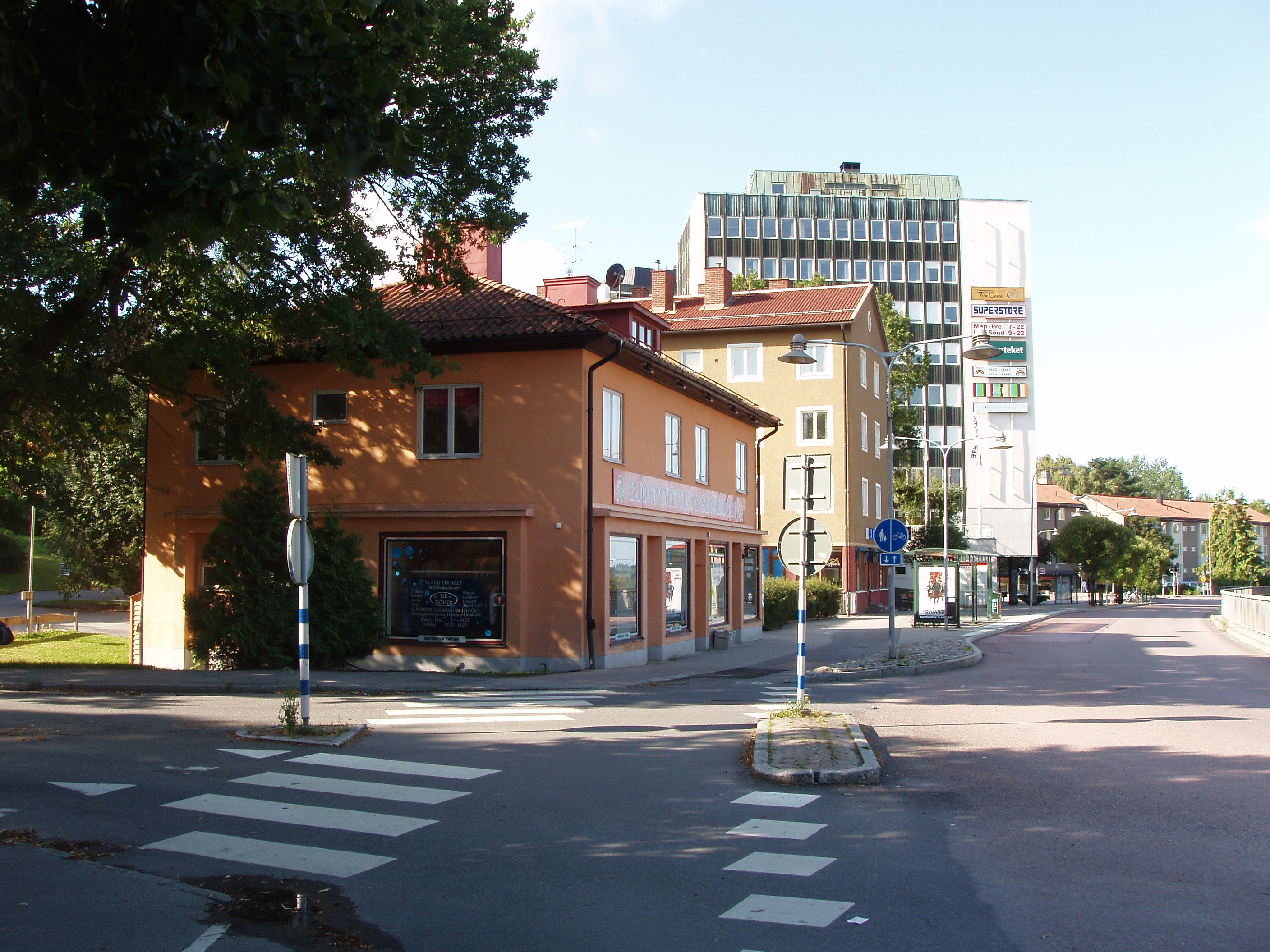
Stockholmsvägens södra sida, vy västerut vid Torsviks torg, 2008.

Stockholmsvägen är en gata i Lidingö kommun. Gatan sträcker sig genom kommundelarna Torsvik, Hersby och Näset. I väster ansluter Stockholmsvägen till Södra Kungsvägen och i öster till Kyrkvägen. Stockholmsvägen är en av Lidingöns äldsta vägar och betecknas av kommunen som ”Lidingös historiska livsnerv”.

## Historik

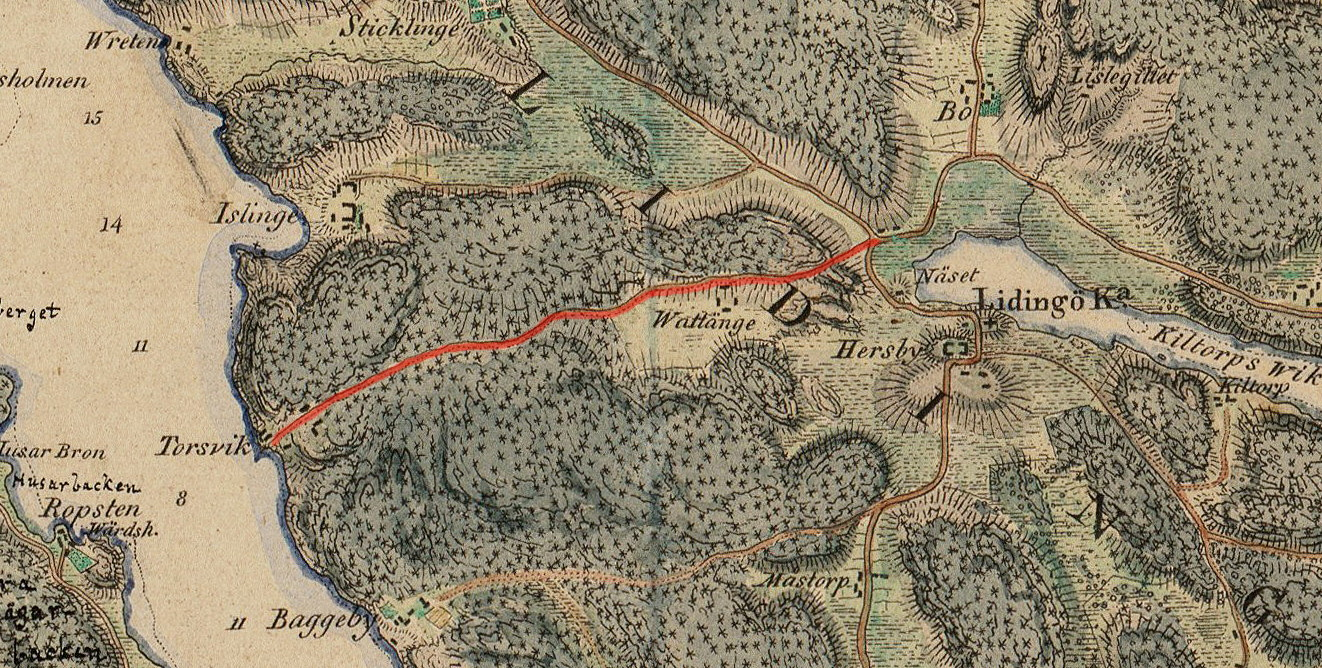
Stockholmsvägens föregångare 1817.

Vägen bevarar i stort sett sin ursprungliga sträckning. Som vägnamnet antyder var Stockholmsvägen Lidingöns historiska färdväg till och från Stockholm. En landsväg i ungefär samma sträckning framgår redan av Lars Kietzlinghs karta från 1720. Vid Torsvik anslöt den till en färja till och från Ropsten och mot öster (dagens Elfviksvägen) fortsatte den ända ut till Elfviks gård. 
Dagens Stockholmsvägen har sin föregångare i Allmänna landsvägen som startade vid Torsviks färjeläge vid Lilla Värtan, och slutade vid Kyrkvikens innersta del, där Lidingö kyrka ligger. Här gjorde vägen en nittio graders sväng mot norr och sedan en till mot öster för att fortsätter österut i nuvarande Elfviksvägen.
På 1840-talet bestod Lidingö av spridd bebyggelse bestående av gårdar med ett outvecklat vägnät, dock med Stockholmsvägen som viktigaste stråk. Förbindelsen med Stockholm förbättrades 1884 väsentlig när andra Lidingöbron, flottbron, öppnades för trafik. Ännu bättre blev det när Gamla Lidingöbron, klaffbron, invigdes 1925. 

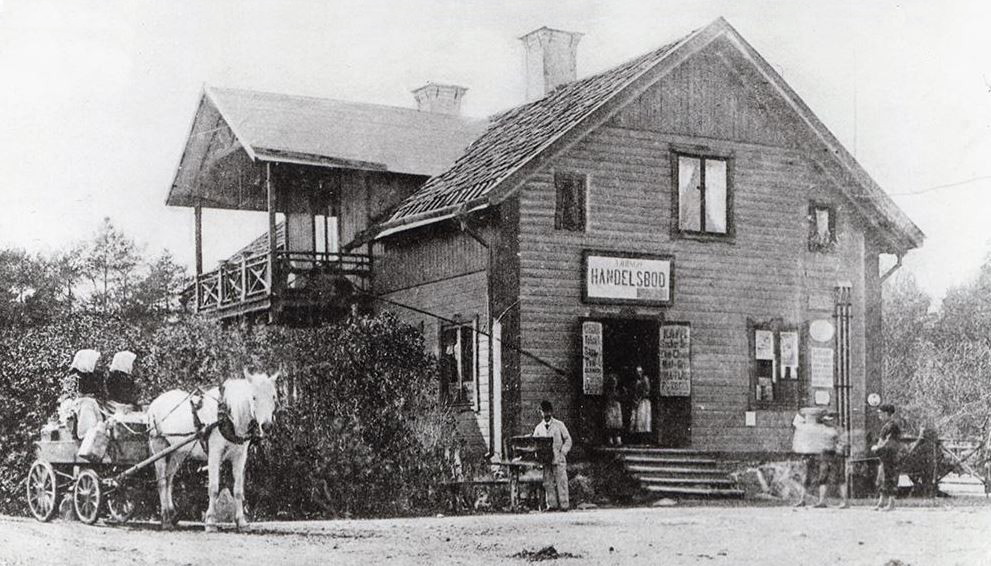
Villa Nynäs kring 1890-talet.

Vid nuvarande Stockholmsvägen 109 låg Villa Nynäs som innehöll handelsbod, postkontor och öns första telefonstation vilken drevs från och med 1883 av Stockholms Allmänna Telefonaktiebolag (1911 ersatt av telefonstation i Telefonvillan, Stockholmsvägen 68). I nuvarande korsningen Stockholmsvägen / Zetterbergsvägen låg Lidingös sockencentrum. Här strålade landsvägen från Stockholm samman med landsvägar från gårdarna Sticklinge, Elfvik och Gåshaga. Utöver handelsbod fanns sockenstugan, Näsets krog, klockargården, Klockargårdens skola och fattigstuga.
Villa Nynäs, Telefonvillan och Näsets krog finns kvar och är idag privatbostäder. När aktiebolaget Lidingö villastad bildades i början av 1900-talet låg bolagets kontor i Vattängens gård, Stockholmsvägen 62 och i närheten etablerades föregångaren till dagens Lidingö centrum.

### Stockholmsvägen på 1900-talet

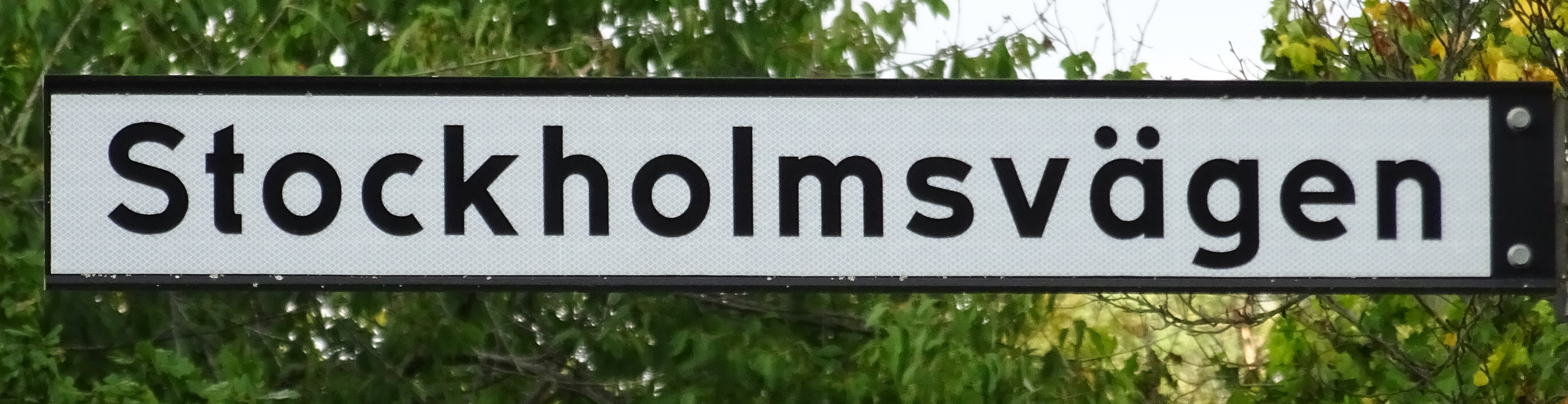
"Stockholmsvägen"

Stockholmsvägen kallas kring sekelskiftet 1900 fortfarande ”landsvägen”. I villastadens första stadsplan, upprättad 1907 av arkitekt Per Olof Hallman, fick denna ”landsväg” en underordnad roll. Ost-västlig huvudväg genom villastaden blev istället Sveavägen (nuvarande Kyrkvägen) som även trafikerades av den ostligaste delen av Norra Lidingöbanan.
Vid Lidingövallen var sista delen av Stockholmsvägens körbana sedan 1920-talet belagd med betong. Avsnittet kallades allmänt "betongvägen". Denna del existerade länge som lokalgatan Kyrkviksstigen utanför Lidingövallens norra del (numera överasfalterad). Idag slutar Stockholmsvägen något längre söderut, i höjd med Kyrkvägen. Under 1930-talet fick Stockholmsvägen sitt nuvarande namn.
I och med tillkomsten av "nya" Lidingöbron 1971 och de nya motortrafiklederna, Norra Kungsvägen och Södra Kungsvägen samt länsväg 277, som anlades ungefär samtidigt, förlorade Stockholmsvägen sin ursprungliga betydelse som huvudtrafikstråk genom västra Lidingön. Direktkontakten med bron överflyttades till Södra Kungsvägen / länsväg 277. Samtidigt eliminerades den branta och ökända Torsviks backe för fordonstrafik.
Stockholmsvägen går sedan 1995 rakt genom Lidingö centrum där den är utformad som en affärskantad gågata. Kommunen planerar en upprustning av Stockholmsvägen mellan Torsviks centrala delar och Lidingö centrum genom att göra den ”trivsammare och tryggare medan gång- och cykelstråk förbättras”.

### Historiska bilder

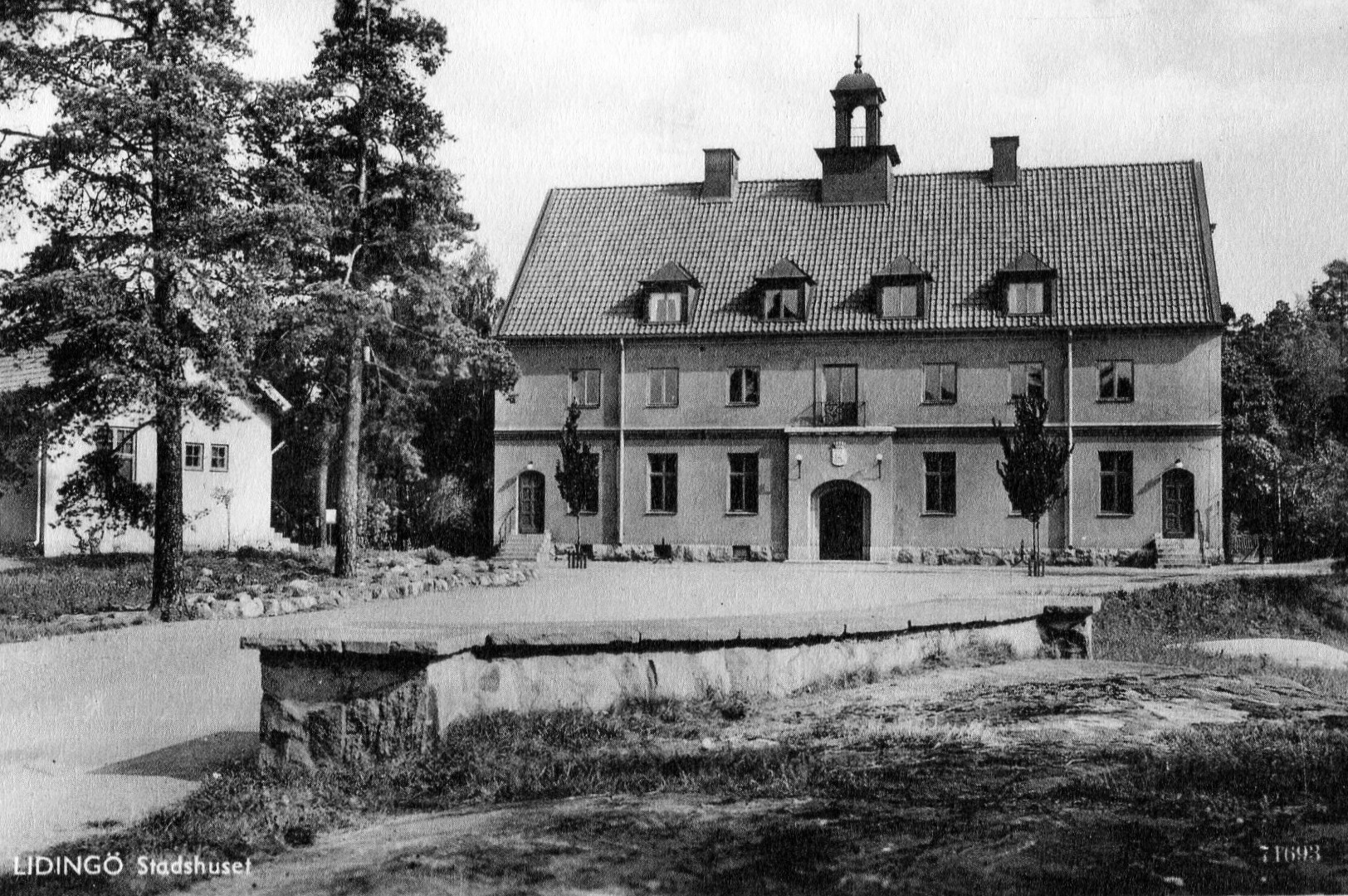
Gamla stadshuset, 1945.
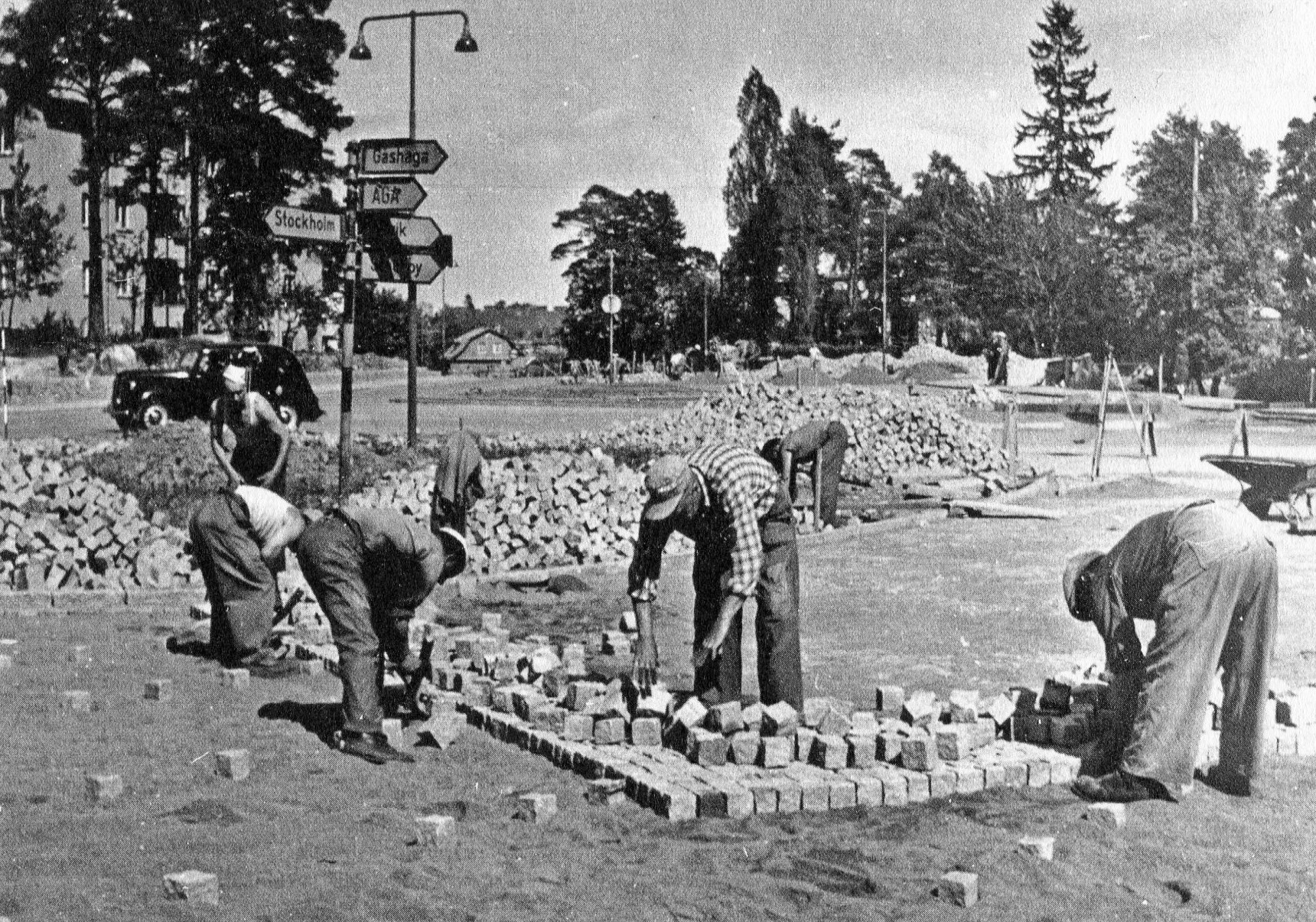
Stensättning i rondellen Stockholmsvägen /  Sturevägen, 1950-tal.
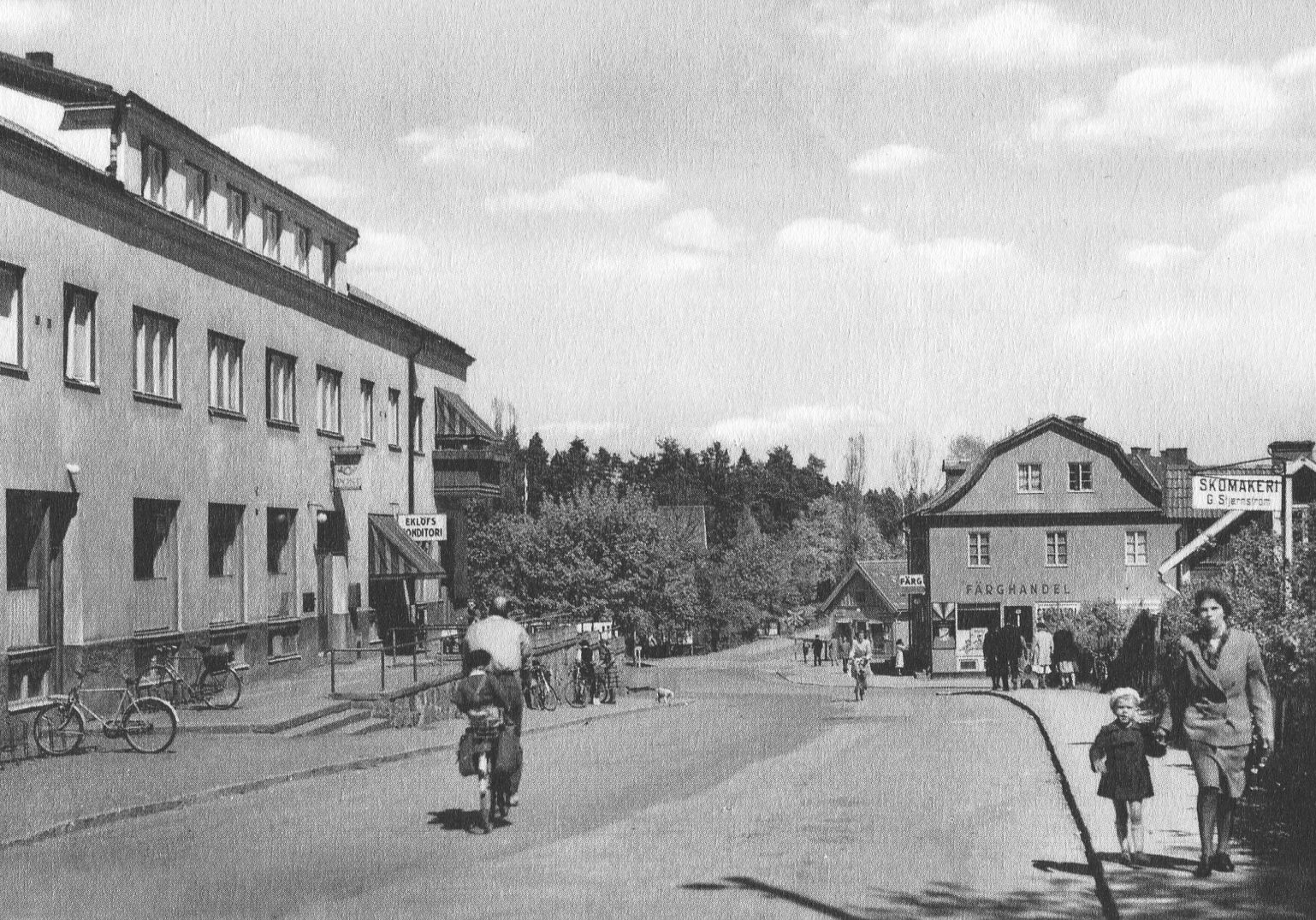
Stockholmsvägen, vy ner mot Vasavägen, 1940-tal.
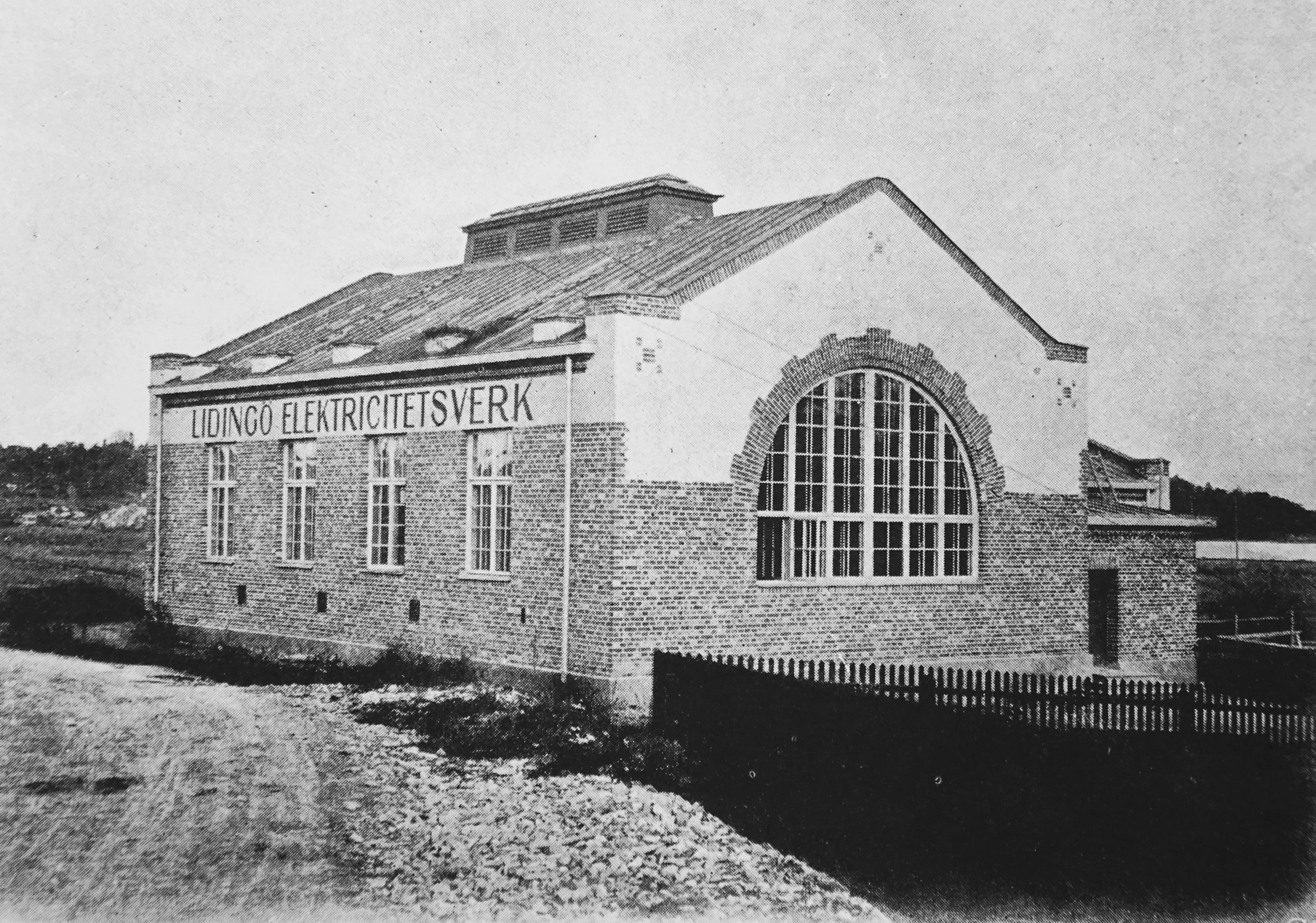
Lidingö Elektricitetsverk, 1911.

## Intressanta byggnader vid och i närheten av vägen (urval)
Från väster till öster:

- Kopparhusen
- Lidingö Arena
- Lidingö stadshus
- Lidingö centrum
- Vasaborgen
- Vattängens gård
- Telefonvillan
- Näsets kvarn
- Kvarnskolan
- Villa Nynäs
- Näsets krog
- Lidingö Elektricitetsverk
- Lidingövallen

### Nutida bilder

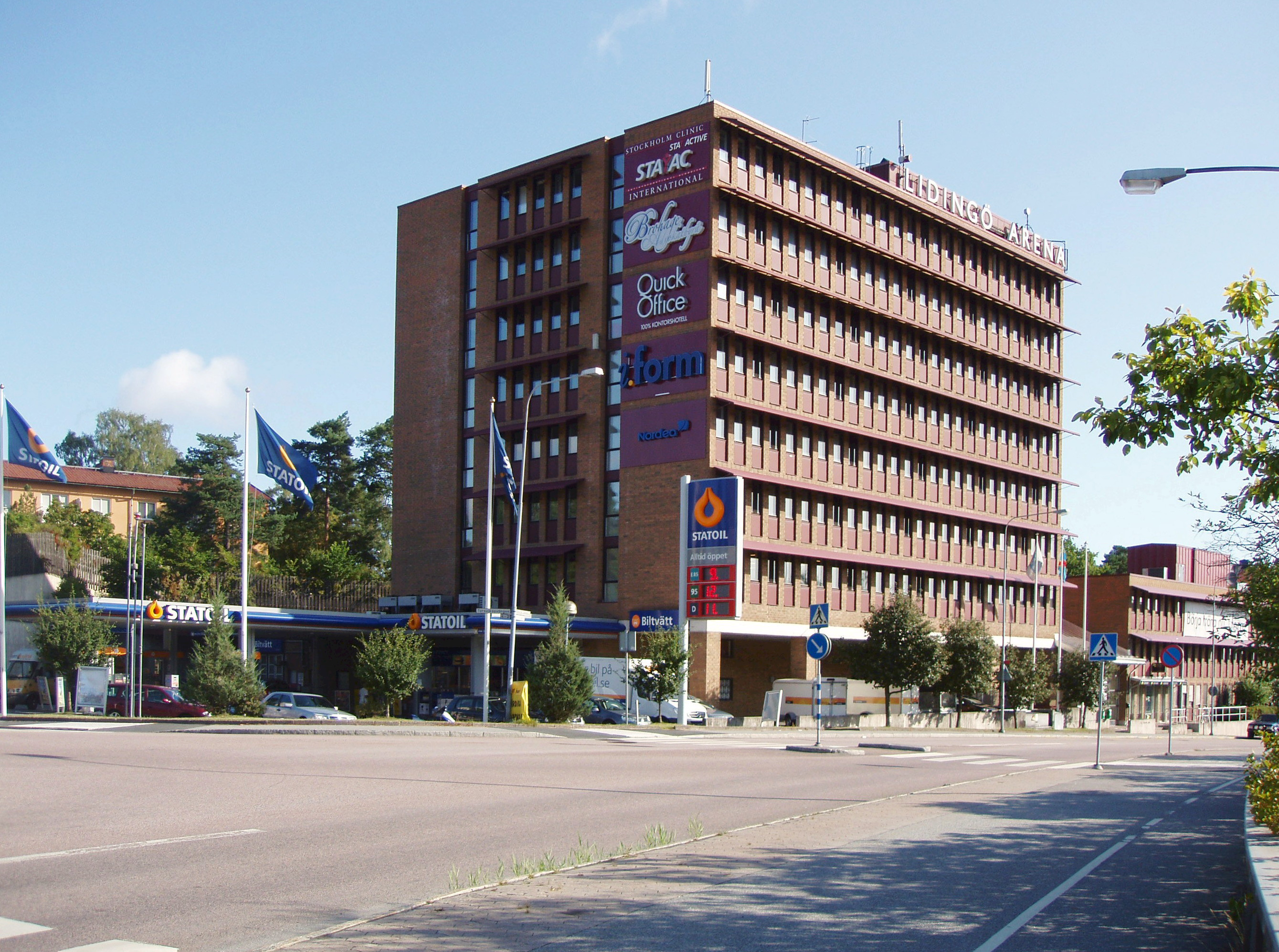
Lidingö Arena, Stockholmsvägen 31–35.
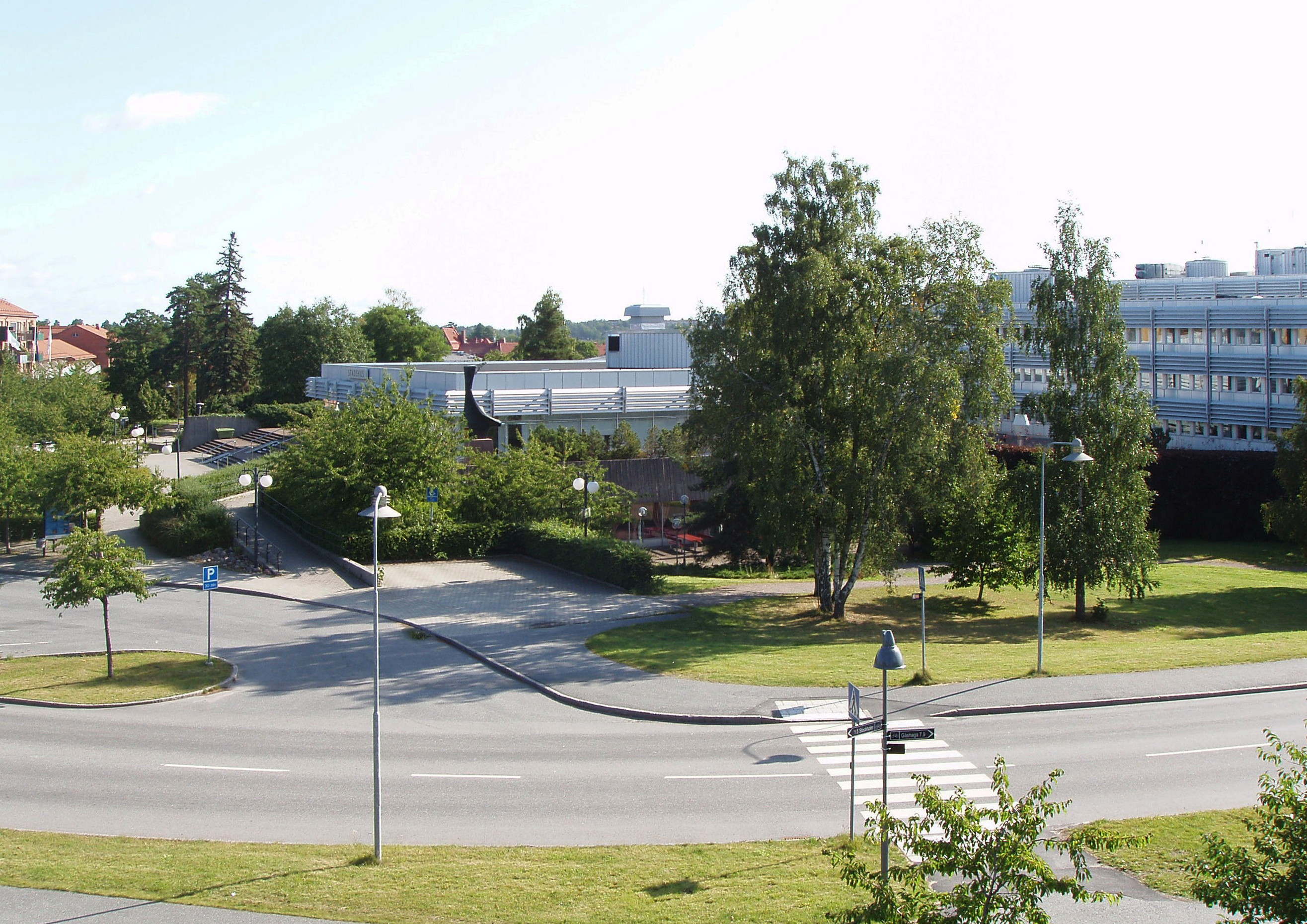
Lidingö stadshus, Stockholmsvägen 50.
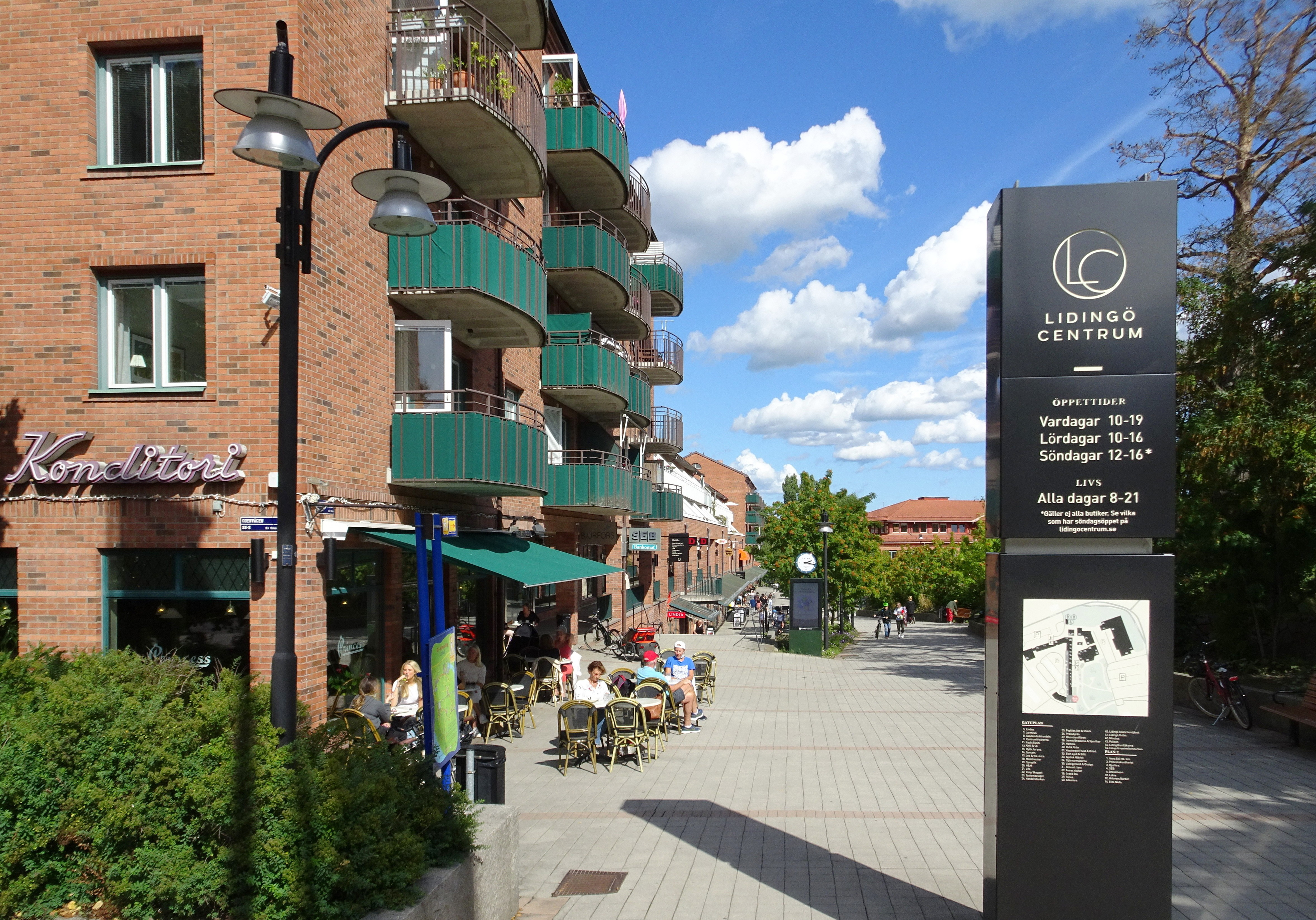
Lidingö centrum, Stockholmsvägen österut.
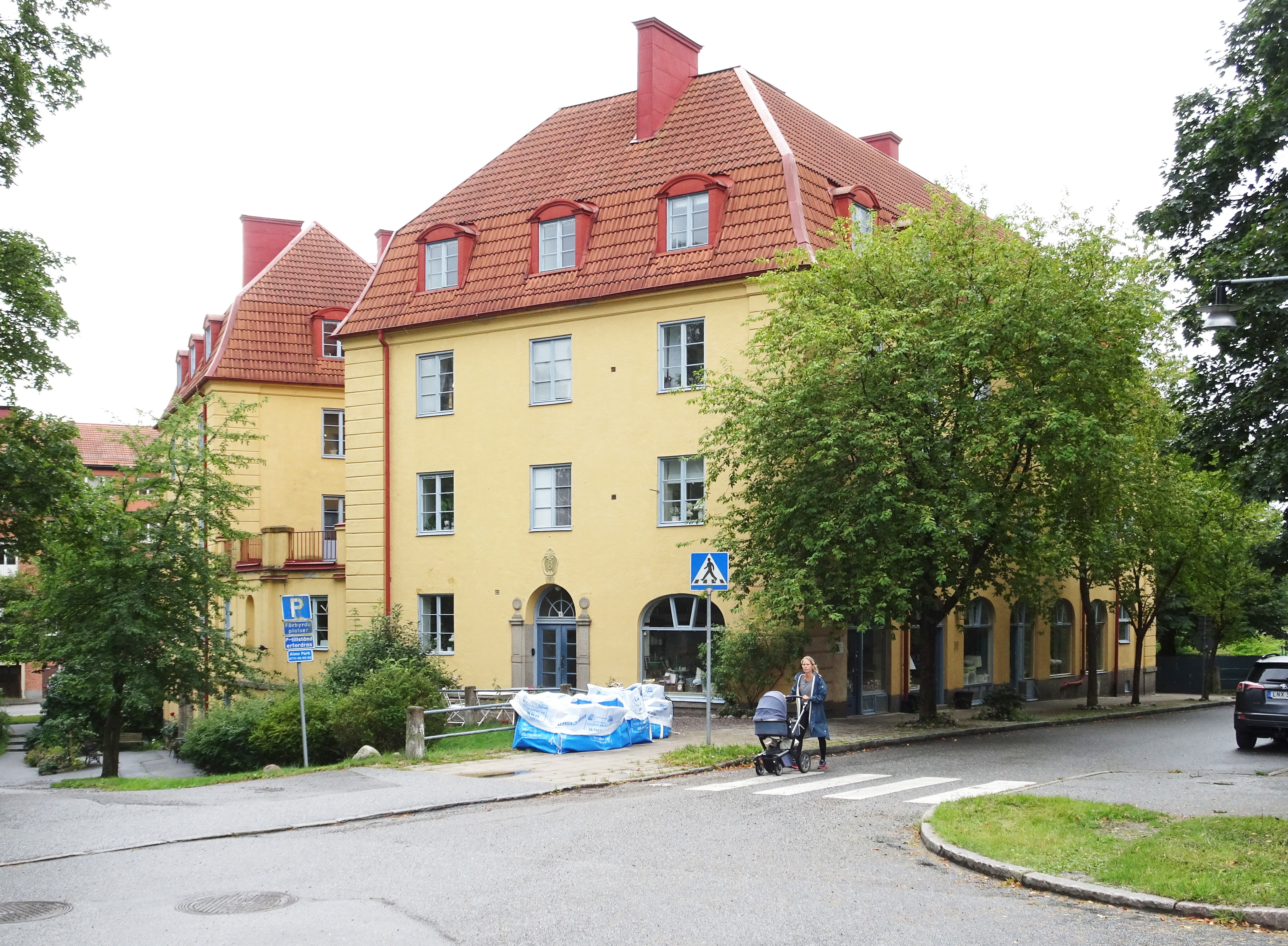
Vasborgen, Stockholmsvägen 60.

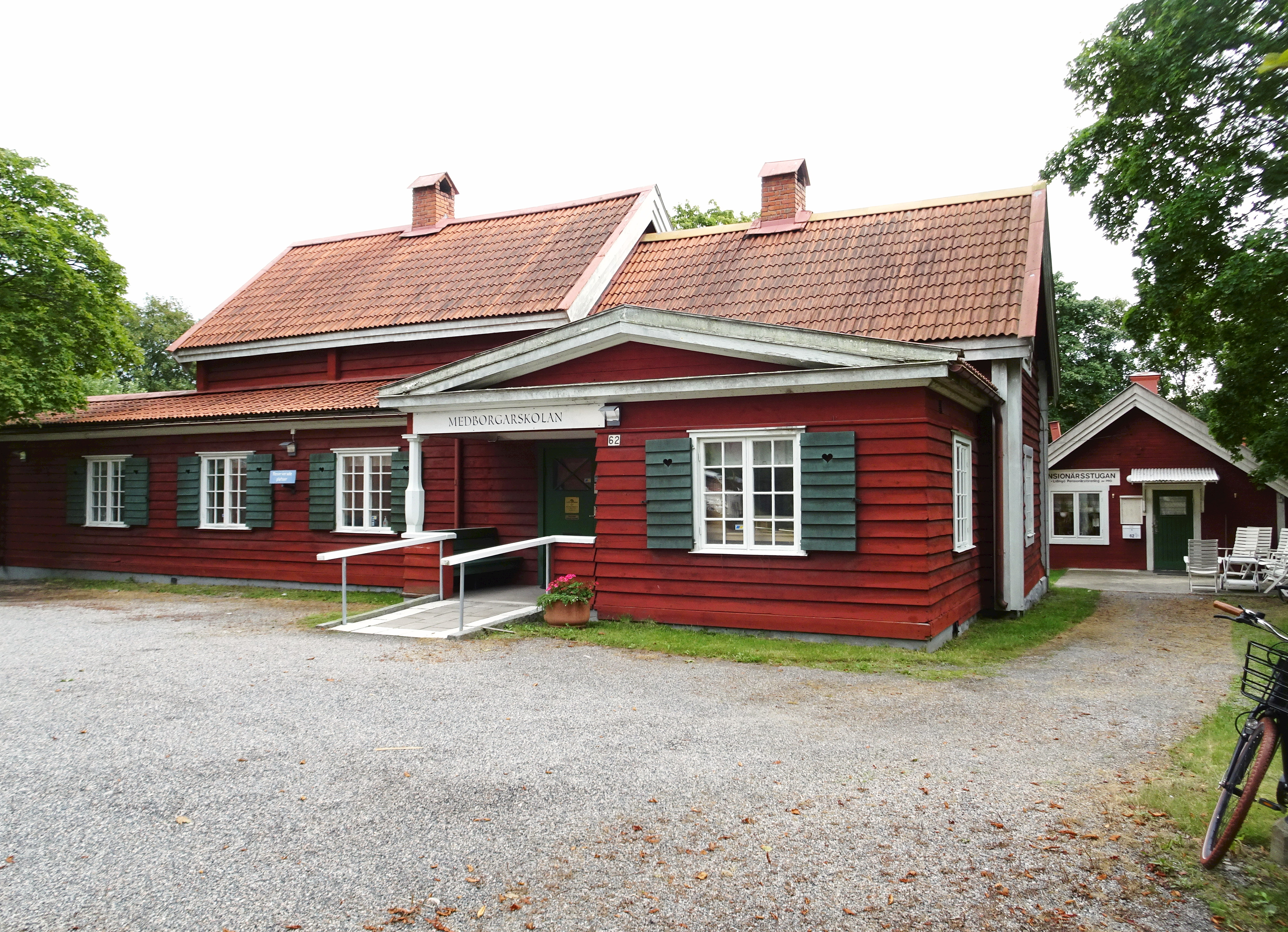
Vattängens gård, Stockholmsvägen 62.
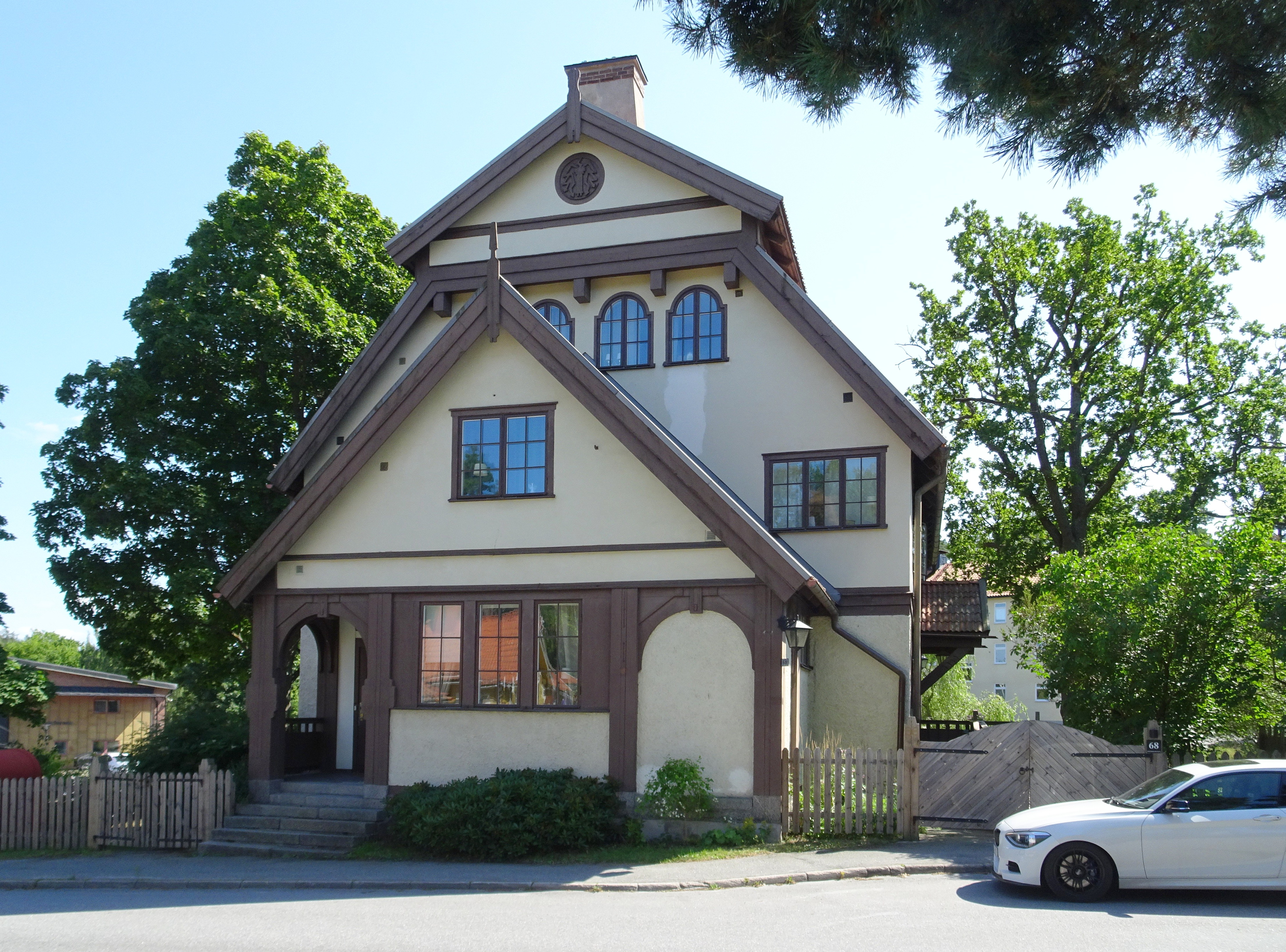
Telefonvillan, Stockholmsvägen 68.
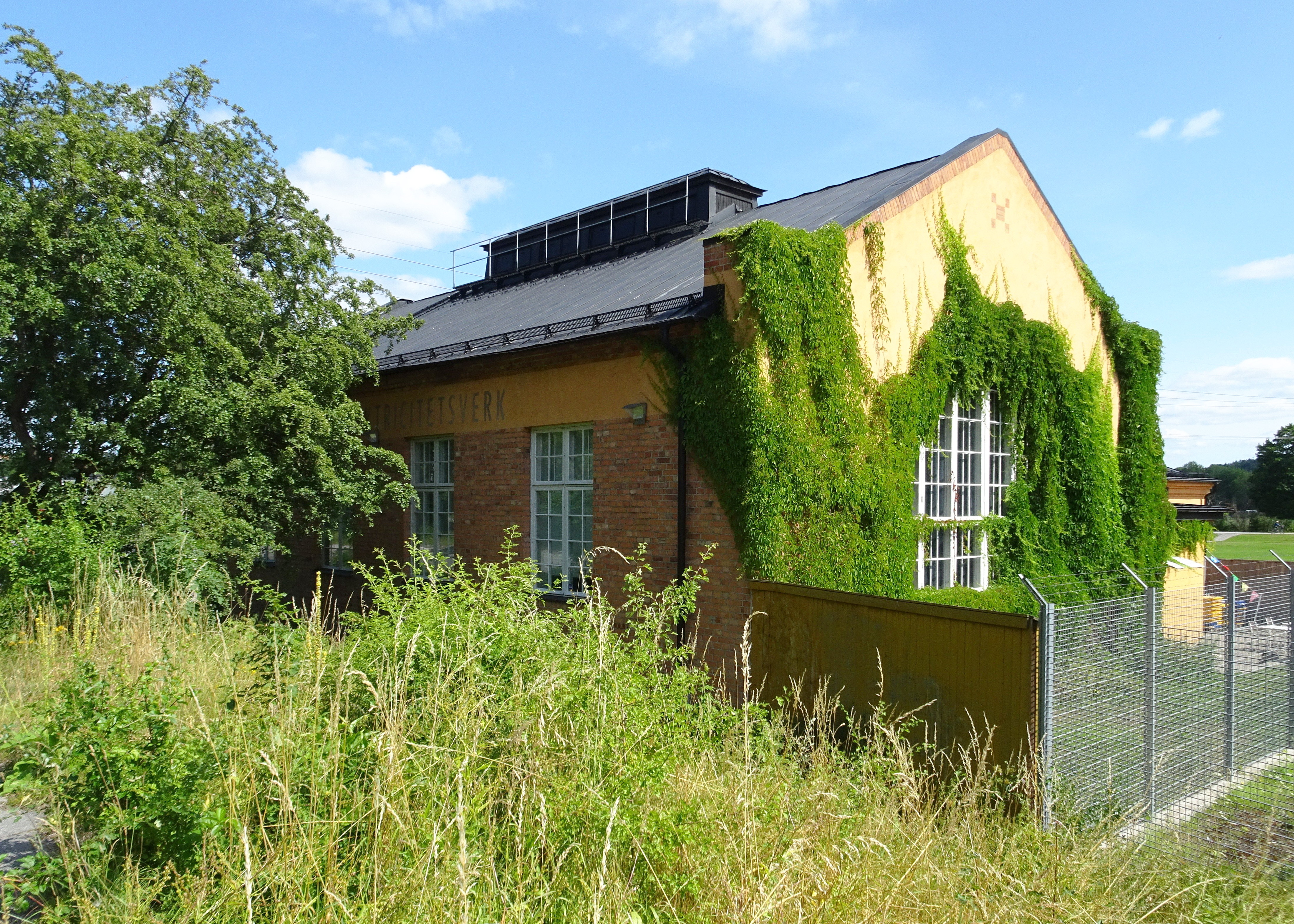
Elverket, Stockholmsvägen 76.
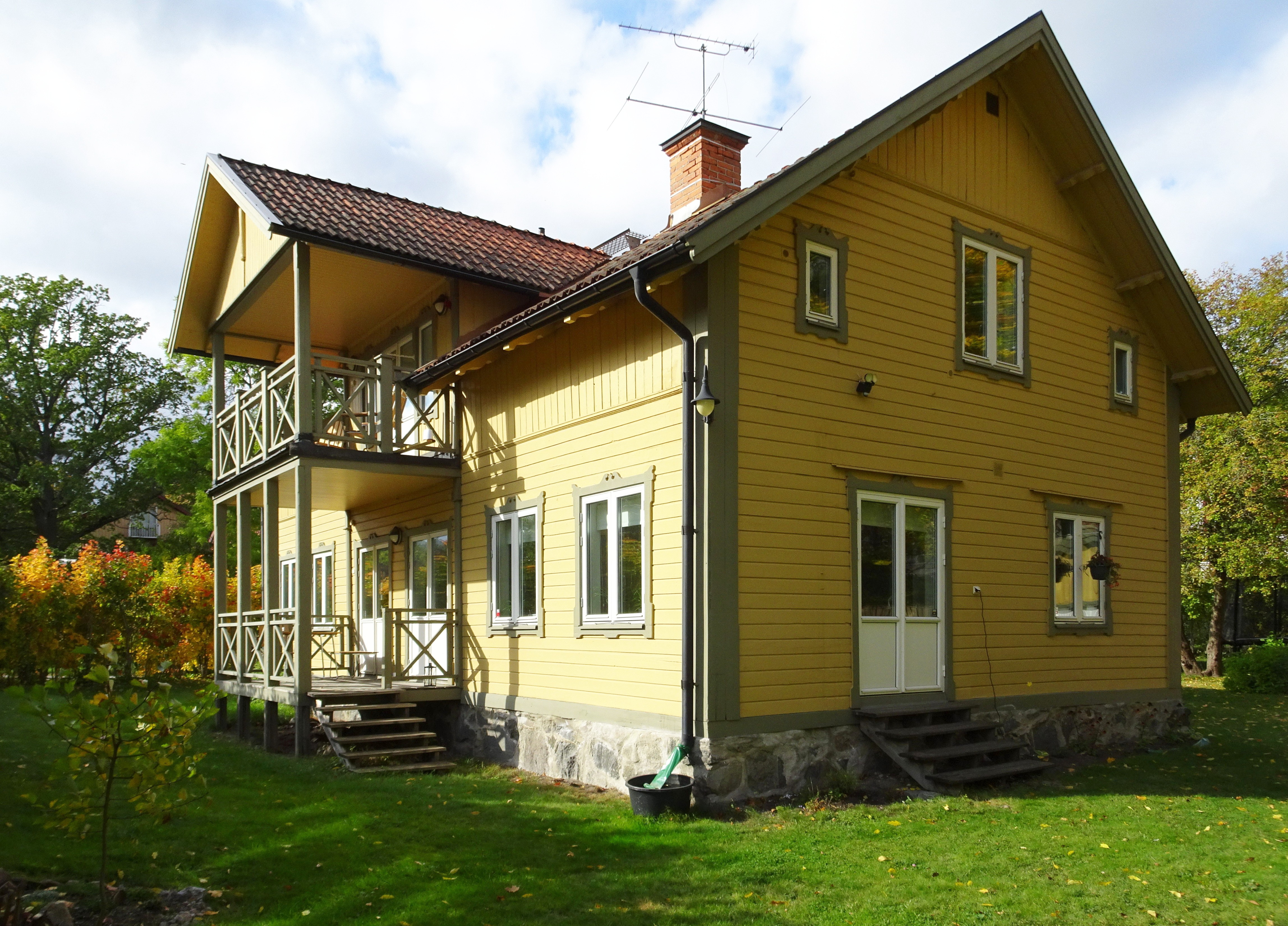
Villa Nynäs, Stockholmsvägen 109.